# Kammer der Steuerberater und Wirtschaftsprüfer
Die Kammer der Steuerberater und Wirtschaftsprüfer (KSW) ist in Österreich die gesetzliche Interessenvertretung der Steuerberater und Wirtschaftsprüfer. Bis 31. Dezember 2017 lautete die Bezeichnung Kammer der Wirtschaftstreuhänder. Die Umbenennung steht im Zusammenhang mit dem Wirtschaftstreuhandberufsgesetz 2017.

## Agenden
Die Kammer ist die Standesvertretung aller Berufe, die als Freier Beruf dem Berufsrecht nach Wirtschaftstreuhandberufsgesetz (WTBG) unterliegen. Die KSW vertritt die Interessen von ca. 7.800 Wirtschaftstreuhänder (davon 5.800 Steuerberater und 2.000 Wirtschaftsprüfer) und betreut außerdem rund 3.600 Berufsanwärter.
Als Interessenvertretung führt sie unter anderem die notwendigen Berufsweiterbildungen (Akademie der Wirtschaftstreuhänder) und die Begutachtung von Gesetzen durch.
Zusätzlich zu der Interessenvertretung hat sie die Aufgabe zur Durchführung der Prüfungen, mit der man die Berufserlaubnis bekommt und verschiedener Verwaltungsverfahren, die den Berufsstand betreffen. Dies sind Aufgaben die die Kammer im übertragenen Wirkungsbereich als Behörde durchführt, im Besonderen die Kontrolle der Einhaltung der Berufspflichten, wie es für die Berufe in öffentlichem Interesse streng geregelt wird.

Außerdem vertritt sie die österreichische Branche international. Enge Zusammenarbeit besteht auch mit dem Institut Österreichischer Wirtschaftsprüfer.
Die KSW verleiht auch das so genannte Österreichische Spendengütesiegel, das NPO-Organisationen auf Antrag erhalten, um damit die rechtmäßige Verwendung von Spenden nachzuweisen.

## Organisation
Hauptorgan ist der Kammertag, in den 66 Vertreter gewählt werden. Leitendes Organ ist der Vorstand mit 11 Mitgliedern, der das Kammer-Präsidium (Präsident und Vizepräsidenten) in geheimer Wahl bestellt. Die KSW wird derzeit (Stand Feb. 2021) von Herbert Houf als Präsident und Gerald Klement als Kammerdirektor geleitet, Peter Bartos, Franz Schmalzl und Philipp Rath sind die Vizepräsidenten. Fachliche Arbeit wie die Gesetzesbegutachtung findet in Fachsenaten statt.

## Geschichte
Gegründet wurde der Fachverband schon 1904, zu Zeiten der Monarchie, als Gremium der Buchsachverständigen, 1920 schlossen sich alle Buchprüferverbände zum Österreichischen Reichsverband der Bücherrevisoren. Nach dem Anschluss ausgesetzt, wurde nach dem Krieg die Provisorische Kammer der Wirtschaftstreuhänder, und 1947 mit dem Wirtschaftstreuhänder-Kammergesetz die Organisation in ihrer heutigen Rolle begründet.

## Mitgliedschaften
Die KSW ist Mitglied zahlreicher nationaler und internationaler Gremien zum Rechnungswesen und der Jahresabschlussprüfung, so z. B. bei dem Austrian Financial Reporting and Auditing Committee (AFRAC), der Accountancy Europe, dem International Valuation Standards Committee (IVSC).
.